# 1469
Évszázadok: 14. század – 15. század – 16. század
Évtizedek: 1410-es évek – 1420-as évek – 1430-as évek – 1440-es évek – 1450-es évek – 1460-as évek – 1470-es évek – 1480-as évek – 1490-es évek – 1500-as évek – 1510-es évek
Évek: 1464 – 1465 – 1466 – 1467 –  1468 – 1469 – 1470 – 1471 – 1472 – 1473 – 1474

## Események

### Határozott dátumú események
- április 7. – Mátyás csehországi hadjárata során fegyverszünetet köt Podjebrád György cseh királlyal.[1]
- május 3. – A katolikus cseh rendek a morvaországi Olmüc dómjában Mátyást cseh királlyá választják.[2]
- július 17. – Velence értesülései szerint Mátyás Ferdinánd nápolyi királlyal házassági kapcsolat létesítéséről tárgyal.
- július 26. – Az Edgecote Moor-i csatában megütköznek IV. Eduárd angol király és Richard Neville, Warwick grófjának csapatai.
- október 5. – Mátyás nyugtázza II. Pál pápa 15 ezer aranyforintot kitevő pénzküldeményét, amellyel a csehországi hadjáratot támogatta.[3]
- október 19. – Valladolidban házasságot köt II. (Katolikus) Ferdinánd aragóniai trónörökös és Katolikus Izabella kasztíliai infánsnő.[4]
- december 2. – Giuliano de’ Medici és Lorenzo de’ Medici (Piero de’ Medici fiai) lesznek Firenze uralkodói.[5]

### Határozatlan dátumú események
- Az Arany Horda Uzun Haszan uralma alatt egyesíti Dél-Azerbajdzsánt, Örményországot, Kurdisztánt, Irakot és Nyugat-Perzsiát; az állam fővárosa Tebriz.
- Trónra lép Axayacatl, Itzcoatl unokája, az Azték Birodalom hatodik uralkodója († 1483).
- Körmöcbányán 29 ércmalom és 4 kohó működik.
- A magyar találmányként számontartott, jelentős részben Kocs kézművesei által személyszállításra kialakított „kocsi” nevének első feljegyzése koczy alakban.[6]

## Születések
- május 3. ‑ Niccolò Machiavelli olasz filozófus († 1527)
- május 31. – I. Mánuel portugál király († 1521)

## Halálozások
- december 2. ‑ Piero de’ Medici, Firenze ura (* 1416)
- I. Moctezuma, az Azték Birodalom ötödik uralkodója